# Сражение при Чарново
Сражение при Чарново (польск. Czarnowo) — сражение во время Войны четвёртой коалиции, в ходе которого французские войска под личным  командованием императора Наполеона I предприняли ночную атаку с целью переправы через реку Вкра против оборонявших русских войск под командованием генерал-лейтенанта Александра Ивановича Остерманна-Толстого. Атакующим в составе III корпуса маршала Луи-Николя Даву удалось форсировать Вкру в её устье и продвинуться на восток, к деревне Чарново, расположенной на северном берегу реки Нарев в 33 км к северо-северо-западу от Варшавы. После ночного боя русский командующий отвел свои войска на восток.

## Положение перед сражением
С приближением зимы Наполеон решил перейти в наступление. Кавалерия Мюрата, а за ней корпуса Даву, Ожеро и Ланна двинулись на север от Варшавы. Из Торна (Торунь) Ней, I корпус маршала Жана-Батиста Бернадота и Бессьер стали продвигаться на восток, чтобы обойти правый фланг русских и отделить пруссаков генерал-лейтенанта Антона Вильгельма фон Лестока от их союзников. Маршал Николя Сульт и IV корпус будут обеспечивать связь между двумя группировками.
Проведя рекогносцировку утром 23 декабря, Наполеон решил провести против неприятеля ночную атаку. План был прост: под покровом темноты форсировать реку Вкру и разгромить немногочисленный русский отряд (9 батальонов, 2 эскадронов кавалерии, одного казачьего полка, 14 полевых и 6 лёгких орудий). Остерман-Толстой занял позицию западнее городка Чарново, расположенного на берегу реки Нарев. Её приток Вкра прикрывал правый фланг и центр русских от врага. Чтобы атаковать, французам при любом раскладе приходилось форсировать реку. Прямо напротив центра позиции Остермана-Толстого, там, где Вкра впадает в Нарев, находится небольшой остров. Его 20 декабря заняла дивизия Морана. Напротив правого крыла русского отряда, по другую сторону Вкры, стояла деревушка Помихово, которую занял Гюден. Наполеон собирался начать переправу одновременно в 2 местах: с острова и из района Помихова. Наполеон принял решение о ночной атаке и составил очень подробный приказ. Благодаря высоким качествам генералов и офицеров Даву приказы императора тщательно выполнялись. Наступление должно было начаться по условному сигналу: через час после того, как войска увидят пожар в Помихово.
Под командованием Даву было три пехотные дивизии (Фриана, Морана, Гюдена). Боевой дух врага был чрезвычайно высок вследствие недавних побед Великой Армии над прусскими войсками и личного присутствия императора.

## Ход сражения

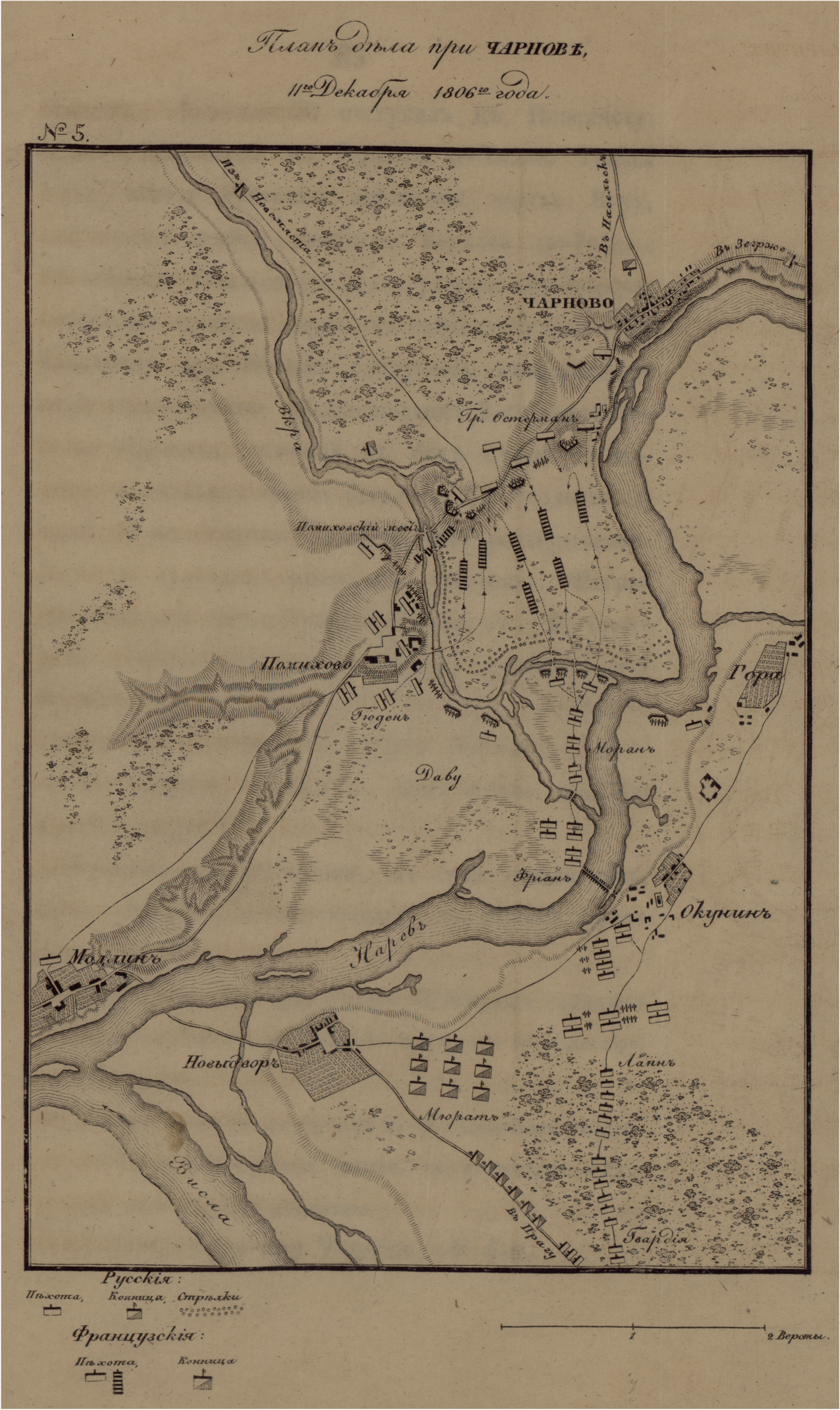
План сражения при Чарнове

Короткий зимний день подходил к концу. В 16:00 французы подожгли Помихово. Однако граф Остерман-Толстой ещё с утра 23 декабря заметил подозрительное скопление вражеских войск и догадался, что Наполеон готовится что-то предпринять. Увидев, что Помихово заполыхало, русский командующий не сомневался, что это условный сигнал к атаке. Русский отряд занял позицию и приготовился встретить врага. В 17:00 французская артиллерия открыла огонь, а затем, как только стемнело, противник двинулся вперёд с острова и правого берега р. Вкра по мостам, на лодках и паромах. Русский авангард под командованием генерал-майора графа Ламберта (6 рот егерей) некоторое время сдерживал французов, но вскоре Остерман-Толстой приказал ему отойти, чтобы сберечь людей от огня многочисленной вражеской артиллерии. Французы двинулись колоннами на русскую артиллерию, расположенную впереди основной позиции. Но вначале они попали под огонь картечи, а затем были атакованы егерями и отброшены к реке.
Через полчаса, получив подкрепление, противник вновь устремился вперёд. Он подошёл практически вплотную к редутам с русской артиллерией, но был контратакован и отброшен ударом Ростовского пехотного полка.
Ожидая нового нападения, Остерман-Толстой провёл перегруппировку своей артиллерии, которая играла важную роль в отражении врага. В батареи, стоявшей напротив Помихово, легкими орудиями сменили тяжелые, которые установили на главной позиции. Как только русские закончили перемещение артиллерии, противник начал третью атаку. На главной позиции западнее Чарново он вновь был отбит, а вот на помиховской переправе вынудил русских отступить. На помощь им был брошен батальон гренадеров. Ему удалось остановить продвижение французов. Тем не менее Остерман-Толстой решил отступить к Чарново. Сначала туда была отправлена тяжёлая артиллерия под прикрытием Павловского гренадерского полка. На позициях её сменила лёгкая артиллерия. Враг четвёртый раз перешёл в наступление на позиции русских. Но и эта атака была отбита. Спустя полтора часа французы вновь двинулись в бой. В жестоком рукопашном бою они были остановлены. В 04:00 утра, уже перед рассветом, Остерман-Толстой отступил к Насельску.
Вместе с легкой кавалерией Даву и драгунским полком солдаты Фриана преследовали отступающих русских. Французы захватили три вражеских орудия у Насельска и оттеснили противника в близлежащий лес. Русские сопротивлялись упорно, не давая войскам Даву в тот день продвинуться дальше Насельска.

## Результаты
В сражении под Чарново русские потеряли 319 человек убитыми и 550 ранеными. Французы — 807 человек без учёта потерь кавалерии. Скорее всего потери обеих сторон были равны и составили примерно по 1000 человек. Французы понесли особенно большие потери в офицерском составе.